# 噴射飛航
噴射飛航是信德集團及香港中旅合資的快速客運渡輪服務品牌，是由信德中旅船務管理有限公司營運，於1962年成立，主要營辦港、澳、深及穗四地之間的航線。
噴射飛航主要提供24小時來往香港和澳門的航海服務，並以香港上環信德中心的港澳碼頭和尖沙咀的中港碼頭作為其香港的基地，船程約為55分鐘，比港珠澳大橋更快直達香港島和尖沙咀，方便香港島和九龍西區居民。主要競爭對手是同樣提供澳門航線服務的金光飛航（港澳碼頭至氹仔客運碼頭）。噴射飛航是全球唯一提供24小時跨境渡輪服務的公司。此外噴射飛航亦營辦香港國際機場海天客運碼頭來往澳門外港碼頭的跨境服務，因應快船和飛機航班的對接和票務安排，噴射飛航在其來往香港國際機場的航班上與航空公司一樣使用IATA格式的航班代碼，噴射飛航的IATA代碼為8S。

## 歷史及背景
信德中旅船務管理有限公司的大股東是信德集團及第二大股東香港中旅國際投資有限公司（中旅國際）。合併為噴射飛航之前，信德集團全資附屬的遠東水翼船有限公司以及中旅國際全資附屬的中旅僑福渡輪服務有限公司和港澳飛翼船有限公司各自都有自己的船隊。信德旗下的「遠東水翼船」/「遠東噴射船」（Far East Hydrofoil / Far East Jetfoil）經營來往港澳的水翼噴射船服務，中旅旗下的「港澳飛航船」（Turbo Cat）則經營粵港澳的雙體船服務。
噴射飛航原自1962年由何鴻燊成立的信德船務有限公司，1964年再成立全資附屬的遠東水翼船有限公司；同年梁昌成立港澳飛翼船有限公司，以抗衡何鴻燊的噴射船業務。
僑福渡輪服務有限公司成立於1991年，1993年被中旅國際收購後易名為中旅僑福，以港澳飛航船名義經營雙體船業務。1995年，中旅僑福收購港澳飛翼船有限公司。港澳飛航船也曾在1999年至2000年期間營辦香港境內的航線，分別為中環至屯門（平日）及中環至大澳（假日）。
信德集團與中旅國際的噴射船業務在1999年7月1日合併為信德中旅船務管理有限公司後則改以噴射飛航名義營運，並將遠東水翼船有限公司和港澳飛翼船有限公司納入全資附屬公司。噴射飛航現時擁有全球規模最大的噴射船隊，擁有7種不同種類的船，其中16艘為水翼船。
2011年8月11日，信德中旅船務管理有限公司以3.5億元現金從新創建集團收購新世界第一渡輪（澳門）有限公司（簡稱新渡輪澳門）及新渡輪海上客運（澳門），並於9月30日完成交易。
2011年信德中旅船務管理有限公司上半年收入7.94億港元，燃料成本3.24187億港元，虧損0.585億港元。
港珠澳大橋在2018年10月24日通車後對噴射飛航的業務構成直接競爭，噴射飛航港澳航線的乘客量從2018年上半年的670萬人次，大幅下挫32%至2019年上半年的460萬人次，截至2019年上半年已虧損7,000萬港元；而上環港澳碼頭、尖沙嘴中港碼頭，以及屯門碼頭的出入境人次均按年減少；香港三個碼頭截至2019年3月的出入境人次按年合共下跌約331萬，跌幅達25.9%，由於客量明顯下降，噴射飛航因此須調整班次。
因應香港特別行政區政府為防範2019冠狀病毒病之應變措施，該公司於2020年2月4日清晨起終止所有往來港澳間之渡輪服務。配合澳門取消由香港入境接受醫學觀察安排，於2022年12月30日起恢復澳門氹仔客運碼頭至香港國際機場海天客運碼頭之渡輪服務。2023年1月8日，港澳市區航線復運，先恢復氹仔客運碼頭往返香港上環港澳客輪碼頭的日航服務。

## 主要股東
截至2020年3月6日，各主要股東持有信德中旅船務管理有限公司之比例如下：
- Interdragon Ltd. 50%
  - 澳門旅遊娛樂股份有限公司直接持有40%股權
  - 信德集團有限公司間接持有60%股權
- Dalmore Ltd. 50%
  - 香港中旅（集團）有限公司 100%

## 別稱
有些乘客會稱噴射飛航做「飛貓」（只限對前港澳飛航船所擁有的船隻），這是因為「Turbo Cat」的「Cat」同樣是「雙體船」一詞的英文「Catamaran」的簡稱，再加上 Turbo Cat 有一款雙體船名為「飛貓型」（Flying Cat）雙體船，所以才有如此簡稱。另外，由於噴射飛航擁有全球最大水翼船及雙體船船隊，因此高速跨境客輪（不論是否由噴射飛航營運）在香港俗稱為「噴射船」。

## 品牌形象

噴射飛航商標（1999年至2007年）

噴射飛航商標（2007年起）

噴射飛航在2007年開始投資逾港幣1000萬元，把船隊外觀顏色塗裝更新，換上醒目的「跑車紅」，而商標也改用流線形圖案組合，以取代1999年起沿用之舊標誌。噴射飛航表示，此品牌形象更新工程能更有效象徵噴射飛航服務穩定快捷，並更能使船隊更具動感的發展路向表現出來。
目前船隊中大部份船隻已換上新塗裝（除水星外），而該形象廣告於2007下半年時由著名電視藝員鄭子誠參與旁白工作。
2008年10月，噴射飛航委託文墨出版有限公司印刷船上雜誌 - 「TurboJET HORIZON 飛航天地」，並於同年12月成功創刊。目前該雜誌以中英雙語月刊形式出版，在所有噴射飛航船隻上免費取閱，但只供在船上閱讀。

## 服務航線

### 現時航線
| | |                                                    |
| 船期表(2024年7月22日起生效) | |                                                    |
| 香港上環往澳門外港 | 澳門外港往香港上環 | 備註                                               |
| 07:30 08:00 08:30 09:00 09:30* 10:00 10:30 11:00 11:30 12:30* 13:00 14:00 15:00 16:00 16:30 17:00 17:30 18:30@ 19:00@# 19:30@ 20:30@ 21:30@ 22:30@# 23:00@ | 07:30 08:30 09:00 09:30 10:00 11:00* 11:30 12:00 12:30 13:30 14:00 15:00 15:30* 16:00 17:00 17:30 18:00 19:00@ 20:00@ 21:00@ 21:30@# 22:00@ 23:00@ 23:59@# | @夜航 * 特別航班 (非固定) # 逢星期六及日之特別航班 |

|                             |                    |      |
| 船期表(2024年7月22日起生效) |                    |      |
| 香港上環往澳門氹仔          | 澳門氹仔往香港上環 | 備註 |
| 15:45                       | 11:15              |      |

### 已停辦航線
| 來往地區                    | 行程                      | 航行時間      | 註釋 |
| --------------------------- | ------------------------- | ------------- | --- |
| 香港新界屯門 ↔ 澳門新口岸   | 屯門客運碼頭↔外港客運碼頭 | 約40分鐘      | 每日5個航班來往澳門及屯門。                                                                                           |
| 澳門氹仔 → 香港新界屯門     | 氹仔客運碼頭→屯門客運碼頭 | 約35-40分鐘   | 逢星期日提供一個航班往屯門。                                                                                          |
| 香港新界屯門 → 珠海九洲港   | 屯門客運碼頭→九洲港碼頭   | 約1小時45分鐘 | 每日單程一個航班，經香港國際機場海天碼頭往珠海（不設往屯門服務）。 实际由珠江船務与珠海高速客轮（九洲蓝色干线）營運。 |
| 香港上環 ↔ 深圳機場         | 港澳客輪碼頭↔福永碼頭     | 約45分鐘      | 只提供包船服務。 |
| 香港九龍尖沙咀 ↔ 澳門新口岸 | 中國客運碼頭↔外港客運碼頭 | 約60分鐘      | 2011年10月1日起接手自新渡輪（澳門）營運，2012年6月28日起併入至噴射飛航品牌。                                          |
| 香港九龍尖沙咀 ↔ 澳門氹仔   | 中國客運碼頭↔氹仔客運碼頭 | 約65分鐘      | |
| 香港機場 ↔ 澳門新口岸       | 海天客運碼頭↔外港客運碼頭 | 約70分鐘      | 有航班代碼。 |
| 香港機場 ↔ 澳門氹仔         | 海天客運碼頭↔氹仔客運碼頭 | 約70分鐘      | 有航班代碼。 |

## 船隊
（黃色底表示該船隻為「至尊噴射船」，而灰色底則表示該船隻已退役或長期閒置）

### Jetfoil 929
波音Jetfoil 929，繼承自遠東水翼船／遠東噴射船的船隊。款式為單體水翼船，長24.44米，排水量267噸，定員190/243名，使用2具勞斯萊斯 Allison 501KF燃氣渦輪機為噴水推進器提供動力（而原先為軍用的「帝王星」另有一具低速航行時使用的柴油引擎，總引擎數目較其他同款船隻多一具），以柴油為燃料（1990年代後期前以煤油為燃料），最高航速45/47節，由波音公司於1970年代中期至1980年代初在美國建造。因其運作時會產生較大的噪音，所以只會航行來往香港港澳客輪碼頭至澳門外港客運碼頭的航班，雖然早年亦曾用於九龍中國客運碼頭至澳門航線，但於2000年代初由Tricat等雙體船取代；自2018年起，已被編為香港航線的後備船隻。註冊地為香港。
隨著港珠澳大橋於2018年秋季通車，噴射飛航於2018年起把大部分年事已高的929-100型噴射船退役。COVID-19疫情後復航，只有錫星重新投入服務。
929-100型
| 船名             | 圖片 | 建造年份   | 定員  | 備註 | 航速 （準確至個位數） | 船身號碼    |
| 水星 Flores      |      | 1974年3月  | 243人 | 1983年曾用於移送何賢遺體返回澳門 2008年起封存並成為零件船，仍用白色主調的舊塗裝，未有作出任何翻新工程 原訂於2020年10月拆解，但在各方施壓下暫停。                                   | 45節                  | 929-100-001 |
| 木星 Madeira     |      | 1974年10月 | 243人 | 於2013年11月發生撞船事故，事後因船殼受損而宣佈退役，但未拆解。 | 45節                  | 929-100-002 |
| 土星 Pico        |      | 1975年6月  | 243人 | 原擬改裝為第9艘至尊噴射船，但後來於2018年2月7日退役。 | 45節                  | 929-100-004 |
| 金星 Santa Maria |      | 1975年4月  | 243人 | 已於2019年8月14日傍晚完成 18:30 澳門往香港航班後退役。至2021年3月被拆解。 | 45節                  | 929-100-005 |
| 銀星 São Jorge   |      | 1975年12月 | 202人 | 曾經被閒置，於2014年10月底復出，取代撞毀的木星號，並改為第6艘至尊噴射船。2021起閒置，並於2025年5月被拆解。                                                                         | 45節                  | 929-100-006 |
| 鐵星 Urzela      |      | 1976年5月  | 243人 | 前鐵行輪船公司「FLYING PRINCESS」，噴射飛航二手購入，1992年曾用於運送澳門前立法會主席宋玉生遺體返回澳門，於2012年12月發生撞船事故，已於2018年12月21日中午退役。至2021年4月被拆解。 | 45節                  | 929-100-007 |
| 東星 Guia        |      | 1976年12月 | 243人 | 原佐渡汽船「おけさ」 ，曾於1995年6月發生械劫案 已於2018年7月10日退役。至2021年5月被拆解。                                                                                          | 45節                  | 929-100-009 |

929-115型
| 船名            | 圖片 | 建造年份   | 定員  | 備註 | 航速 （準確至個位數） | 船身號碼    |
| 錫星 Terceira   |      | 1979年1月  | 190人 | 2009年8月改裝為第2艘至尊噴射船 | 47節                  | 929-115-012 |
| 天皇星 Funchal  |      | 1979年5月  | 190人 | 2008年11月撞船事故後，改裝為第1艘至尊噴射船，至2025年5月被拆解。 | 47節                  | 929-115-013 |
| 帝皇星 Lilau    |      | 1979年7月  | 243人 | 原型929-320是英國皇家海軍的迅速號（HMS Speedy）單層獵掃雷艦，但試用數年後被棄用，波音購回改建成雙層載客噴射船及轉售遠東噴射船，於1988年從尖沙咀中國客運碼頭首航，已於2019年9月30日傍晚完成澳門往香港航班後退役。 | 47節                  | 929-115-014 |
| 海皇星 Horta    |      | 1980年3月  | 200人 | 2012年7月改裝為第3艘至尊噴射船 曾於於2015年10月發生撞漂浮物入水事故。。 | 47節                  | 929-115-016 |
| 幸運星 Cacilhas |      | 1980年11月 | 202人 | 船身於2011年初被貼上三國傳網絡遊戲廣告貼紙，於2014年6月發生撞船事故，其後改裝為第8艘至尊噴射船，於2015年10月發生起火事故。                                                                                       | 47節                  | 929-115-018 |
| 帝星 Taipa      |      | 1981年7月  | 202人 | 2013年2月改裝為第4艘至尊噴射船 | 47節                  | 929-115-021 |

### 雙體噴射水翼船
- FoilCat：款式為雙體水翼船，35米長，561噸，定員423名，搭載兩具通用電氣 LM500 燃氣渦輪機為噴水推進器提供動力，最高航速50節，由挪威 Kvaerner Fjellstrand 建造。

挪威Kvaerner Fjellstrand製造的雙體噴射水翼船（Foilcat）為前遠東水翼船／遠東噴射船船隊之列，兩艘皆為「至尊噴射船」：
| 船名       | 圖片 | 建造年份 | 定員  | 備註                             | 航速 （準確至個位數） | 船身號碼     |
| 日星 Barca |      | 1995年   | 378人 | 於2014年5月改裝為第5艘至尊噴射船 | 50節                  | Hull No.1625 |
| 祥星 Penha |      | 1995年   | 377人 | 於2015年2月改裝為第7艘至尊噴射船 | 50節                  | Hull No.1624 |

上述船隻主要行駛來往香港港澳客輪碼頭至澳門外港客輪碼頭的航班。註冊地為香港。

### 飛貓型雙體船
FlyingCat的中文稱為「飛貓型」雙體船，長40米，排水量479噸，定員303名，搭載2具各2000千瓦功率的MTU 16V 396柴油發動機為噴水推進器提供動力，最高航速35節，是噴射飛航船隊中航速最慢的客輪。「宇航1」及「宇航3」由挪威Kvaerner Fjellstrand設計，並在新加坡的分廠於1992年建造，為前港澳飛航船船隊之列；而「宇航5」收購自新渡輪澳門船隊，於2000年由荷蘭達門集團接手同一新加坡船廠後建造。全數船隻均已長期閒置。
| 船名                              | 圖片 | 建造年份  | 定員  | 備註                                              | 航速 （準確至個位數） | 船身號碼     |
| 宇航一號 Universal Mk I           |      | 1992年    | 303人 |                                                   | 35節                  | Hull No.0004 |
| 宇航三號 Universal Mk III         |      | 1993年9月 | 303人 |                                                   | 35節                  | Hull No.0010 |
| 宇航五號(原新輪伍) Universal Mk V |      | 2000年    | 368人 | 收購自新世界第一渡輪 於2011年12月換成噴射飛航塗裝 | 36節                  | Hull No.0041 |

上述船隻由於航速比其他船型慢，由香港港澳客輪碼頭開往澳門外港客運碼頭通常要70分鐘以上，比噴射飛航對外發布的預期航行時間55分鐘長，所以飛貓型通常用於航程較短的航線，主要是來往香港國際機場及澳門外港客運碼頭的航班，不過每日中午12時15分由香港港澳客輪碼頭至澳門外港客運碼頭以及每日早上9時30分由九龍中港碼頭至澳門外港客運碼頭的航班或會使用上述船隻。此外，宇航五號同時用於承運珠江客運早上8時30分中港碼頭至廣州南沙客運港的航班。註冊地為香港。

### TriCat
TriCat為穿浪式雙體船（噴射飛航又將之稱作三體船/超級豪華雙體船），44.90米長，602噸，定員328/333名，搭載兩具卡特彼勒的Solar Taurus燃氣渦輪機為噴水推進器提供動力，最高航速45節（空載時最高可達52節）；宇航（2001-2007）由英國FBM Marine在懷特島考斯的船廠建造，宇航2008由FBM Marine在菲律賓的船廠建造，而宇航2009及2010是由美國Pequot River建造。排氣喉的設計方面，宇航（2001-2005）船尾的排氣喉較矮身，而宇航（2006-2010）則較為高身。此等船隻與南韓大亞高速海運使用的穿浪雙體船屬同一船系，在外型上大致相似，但規格大為不同。
英國FBM Marine建造的（Tricat）高速穿浪式雙體船，除最後兩艘之外，均繼承自前港澳飛航船船隊：
| 船名                       | 圖片 | 建造年份 | 定員  | 備註 | 航速 （準確至個位數） | 船身號碼      |
| 宇航2001 Universal Mk 2001 |      | 1994年   | 331人 | 船身於2013年10月至2014年6月披上第60屆澳門大賽車廣告 | 52節                  | Hull No. 1407 |
| 宇航2002 Universal Mk 2002 |      | 1995年   | 333人 | | 52節                  | Hull No. 1408 |
| 宇航2003 Universal Mk 2003 |      | 1995年   | 333人 | 船身於2013年10月至2014年6月披上第60屆澳門大賽車廣告 | 52節                  | Hull No. 1409 |
| 宇航2004 Universal Mk 2004 |      | 1995年   | 331人 | 設4座位至尊貴賓廂 | 52節                  | Hull No. 1410 |
| 宇航2005 Universal Mk 2005 |      | 1996年   | 331人 | 曾於2006年10月裝翼及進行翼航試驗，於2025年5月17日下午3時12分發生意外，在港澳碼頭撞壆導致船頭損毀                                                                                  | 52節                  | Hull No. 1411 |
| 宇航2006 Universal Mk 2006 |      | 1996年   | 331人 | 船身於2017年10月換上永利澳門紅色塗裝 | 52節                  | Hull No. 1428 |
| 宇航2007 Universal Mk 2007 |      | 1996年   | 333人 | 船身於2018年12月換上Mastercard塗裝 | 52節                  | Hull No. 1429 |
| 宇航2008 Universal Mk 2008 |      | 1996年   | 331人 | 在菲律賓宿霧的FBM Aboitiz Marine Inc.建造 | 52節                  | Hull No. 1001 |
| 宇航2009 Universal Mk 2009 |      | 1996年   | 328人 | 美國Pequot River Shipworks建造，原來行走紐約至麻省渡輪，2005年購入 船身曾於2010年12月換上美高梅金殿黃色塗裝，但已於2017年7月除下，回復標準塗裝 船身於2018年11月換上Mastercard塗裝 | 52節                  | Hull No. PRS1 |
| 宇航2010 Universal Mk 2010 |      | 1997年   | 328人 | 美國Pequot River Shipworks建造，原來行走紐約至麻省渡輪，2005年購入 | 52節                  | Hull No. PRS2 |

上述船隻主要航行來往香港港澳碼頭及澳門外港客運碼頭，也有用於來往屯門客運碼頭及澳門外港客運碼頭的航班，但間中亦會來往九龍中港碼頭及澳門。雖然船公司已經安排了上述船隻主力行走來往港澳碼頭至澳門每小時15分，45分的航班，但間中亦會被安排行走加班船，在極罕有的情況下更加會被安排行走原本屬於水翼船的航班。註冊地為香港。

### PS-30噴射水翼船
PS-30繼承自前遠東水翼船／遠東噴射船船隊。款式為單體水翼船，27.8米長，303噸，定員260名，搭載2具勞斯萊斯Allison 501KF燃氣渦輪機為噴水推進器提供動力，最高航速45節，由波音授權中國船舶工業集團旗下的上海新南造船廠建造兩艘。主要行駛來往香港港澳客輪碼頭至澳門外港客運碼頭的航班。註冊地為香港。
| 船名      | 圖片 | 產地     | 型號          | 建造年份   | 定員  | 備註                                                                          | 航速（準確至個位數） | 船殼編號 |
| 北星Balsa |      | 中國上海 | PS-30 Jetfoil | 1994年10月 | 260人 | 原擬與南星號一併售予南韓未來高速，但不獲接手，被長期閒置，至2020年9月被拆解。 | 45節                 | BA 101   |

### 澳斯達雙體船
澳斯達48米是一款由澳洲澳斯達（Austal）船廠設計的雙體船，長47.5米，排水量695噸，定員418人，搭載4具各2320千瓦功率的MTU16V 4000柴油發動機為噴水推進器提供動力，航速43節（空載時最高約49節）。這批雙體船是由澳斯達位於西澳大利亞的船廠建造，最初由新渡輪購入用於營辦港澳航線，噴射飛航於2008年購入其中較新的兩艘，其餘在2011年併購新渡輪澳門航線後歸入旗下。當中的「宇航2014」常來往於上環港澳客運碼頭及澳門外港客運碼頭，其餘澳斯達雙體船主要航行來往九龍中國客運碼頭至澳門外港客運碼頭及屯門碼頭至澳門外港客運碼頭的航班。註冊地為香港。
| 船名                                        | 圖片 | 建造年份 | 定員  | 備註                                                                  | 航速（準確至個位數） | 船殼編號 |
| 宇航2011 Universal MK 2011 （原新輪捌拾柒） |      | 2008年   | 418人 | 於2008年8月7日向新渡輪購入 船隻右側出口於2010年12月加裝跳板           | 44節                 | 401      |
| 宇航2012 Universal MK 2012 （原新輪捌拾捌） |      | 2008年   | 418人 | 於2008年8月7日向新渡輪購入 船隻右側出口於2011年6月加裝跳板            | 44節                 | 402      |
| 宇航2013 Universal MK 2013 （原新輪捌拾壹） |      | 2002年   | 414人 | 前新渡輪(澳門)船隊                                                    | 39節                 | 144      |
| 宇航2014 Universal MK 2014 （原新輪捌拾貳） |      | 2002年   | 414人 | 前新渡輪(澳門)船隊 唯一屬港澳碼頭至澳門線之Austal雙體船船隻           | 39節                 | 145      |
| 宇航2017 Universal MK 2017 （原新輪捌拾陸） |      | 2004年   | 418人 | 前新渡輪(澳門)船隊 曾於2011年牽涉撞船事故 於2012年4月換成噴射飛航塗裝 | 42節                 | 150      |

## 已易手船隊
1. 美國波音Jetfoil 929水翼船
  - 火星（Corvo），1975年建造，服役期1975-2006，於2006年轉售南韓HIJET FERRY CO. LTD（後來併入未來高速）公司，命名為HIJET，於2016年退役停用
  - 恆星（Acores），1976年建造，服役期1977-2003，於2004年轉售南韓未來高速(MIREJET)公司，命名為KOBEE III，於2016年退役停用
  - 銅星（Ponta Delgada），1977年建造，服役期1977-2003，於2004年轉售南韓未來高速公司，命名為KOBEE V
2. 上海新南PS-30水翼船
  - 南星（Praia），1994年建造，服役期1995-2001，於2002年轉售南韓未來高速公司，命名為KOBEE
3. 挪威斐聲雙體船
  - 宇航二號（UNIVERSAL MK II），1992年建造，服役期1992-2010，於2010年售予印尼，命名為PRIMA OASIS
  - 宇航四號（UNIVERSAL MK IV），1994年建造，服役期1994-2011，於2011年售予南韓，命名為NANHAN ANGEL
4. 新加坡Damen Fast Ferry雙體船
  - 新輪陸（NEW FERRY VI，擁有權證明書號碼：A10143），2000年建造，服役期2011-2013，於2013年售予台灣，命名為滿天星二號，行走高雄至澎湖航線（由於出售前噴射飛航仍有新渡輪（澳門）的15個月臨時品牌授權，此船並未按預期易名「宇航七號」）
5. 澳洲澳斯達雙體船
  - 宇航2015（Universal MK 2015），2002年建造，服役期2011-2025，於2025年售予土耳其，命名為NAIM TUGAY
  - 宇航2016（Universal MK 2016），2004年建造，服役期2011-2025，於2025年售予土耳其，命名為TAYYAR TUGAY

## 已退役船隊
智 星 ZHI XING 
高速雙體船 Hi-Speed Catamaran 
建 造 日 期 Date of build	2008

## 特色服務
至尊噴射船
噴射飛航於2009年推出至尊噴射船航班（Premier Jetfoil），由旗下5艘波音929-115型水翼船（錫星、天皇星、海皇星、帝后星、幸運星）、1艘波音929-100型水翼船（銀星）及2艘Foilcat 雙體水翼船(祥星、日星)負責運行。8艘船都先後進行內飾改造工程，包括安裝LED燈光設備（僅限錫星、天皇星）及三星頂級影音系統、更換全新可調式真皮座椅等，設至尊貴賓廂及尊豪位。
至尊噴射船的至尊貴賓廂，豪華位及尊豪位乘客都可在航程中享用免費餐飲，至尊貴賓廂及尊豪位之乘客更可享用精選熱餐、特選咖啡、葡萄酒及香檳（香檳只限貴賓廂乘客）；船上更裝設Wi-Fi無線寬頻，乘客可於船上免費上網。
| | |
| 船期表(2013年2月9日起生效) | |
| 香港往澳門 | 澳門往香港 |
| 01:30[@] 07:00 07:30 08:30 09:00 10:00 10:30 11:30 12:00 13:30 14:00 15:00 15:30 16:30 17:00 18:00 18:30[@] 19:30[@] 20:00[@] 21:00[@] 22:00[@] 22:30[@] 23:30[@] 23:59[@] | 01:30[@] 02:30[@] 07:00 07:30 08:30 09:00 10:00 10:30 11:30 12:00 13:30 14:00 15:00 15:30 16:30 17:00 18:00 18:30[@] 19:30[@] 20:00[@] 21:00[@] 22:00[@] 22:30[@] 23:30[@] 23:59[@] |

備註：@  夜航班次。因應港珠澳大橋通車，至尊噴射船的服務班次已於2019年調整。

### 噴射飛航至尊貴賓室
噴射飛航於香港上環信德中心地下及澳門外港客運碼頭一樓設有「至尊貴賓室」，是同業首個同類型服務。貴賓室為指定乘客[^]提供免費飲品小食、報刊及Wi-fi無線上網服務。而設於香港上環港澳客輪碼頭之至尊貴賓室亦提供預辦澳門國際機場登機手續、行李搬運、行李寄存及搬運服務及噴射飛航儲值卡服務。
- 備註：^  特定乘客包括SUPER+乘客、機場線豪華位乘客、至尊噴射船乘客。

### 儲值卡/電子船票
噴射飛航個人儲值卡持卡人可透過網上訂票系統 www.turbojetbooking.com 增值或預訂船票，然後於各碼頭自助票務機取票，方便快捷。持卡人可尊享折扣優惠、積分獎賞、優先提前登船等一級禮遇。
電子船票適用於所有噴射飛航營運及指定代理航線，同時附有「E+」功能，讓客戶更便捷地乘搭港澳線最先開出的航班。

## 票價表
| 票價（2023年9月15日起生效）                                  |                     |        |        |        |
| 上環（港澳客運碼頭）→ 澳門（外港客運碼頭）／（氹仔客運碼頭） |                     |        |        |        |
| 平日／例假日及假期／夜航                                     | 至尊貴賓廂（4座位） | 尊豪位 | 豪華位 | 普通位 |
| 平日                                                         | $2480               | $495   | $365   | $175   |
| 例假日及假期                                                 | $2480               | $495   | $395   | $190   |
| 夜航                                                         | $3310               | $575   | $415   | $220   |
| 澳門（外港客運碼頭）／（氹仔客運碼頭）→上環（港澳客運碼頭）  |                     |        |        |        |
| 平日／例假日及假期／夜航                                     | 至尊貴賓廂（4座位） | 尊豪位 | 豪華位 | 普通位 |
| 平日                                                         | $2480               | $495   | $365   | $175   |
| 例假日及假期                                                 | $2480               | $495   | $395   | $190   |
| 夜航                                                         | $3310               | $575   | $415   | $220   |

| 票價（2023年9月15日起生效）                        |                     |        |        |        |
| 香港國際機場（海天客運碼頭）↔ 澳門（氹仔客運碼頭） |                     |        |        |        |
| 成人／小童（2-12歲以下）／小童（2歲以下）          | 至尊貴賓廂（4座位） | 尊豪位 | 豪華位 | 普通位 |
| 成人                                               | $3010               | $615   | $497   | $297   |
| 小童（2-12歲以下）                                 | 不適用              | 不適用 | $358   | $226   |
| 小童（2歲以下）                                    | 不適用              | 不適用 | $226   | $165   |

備註：

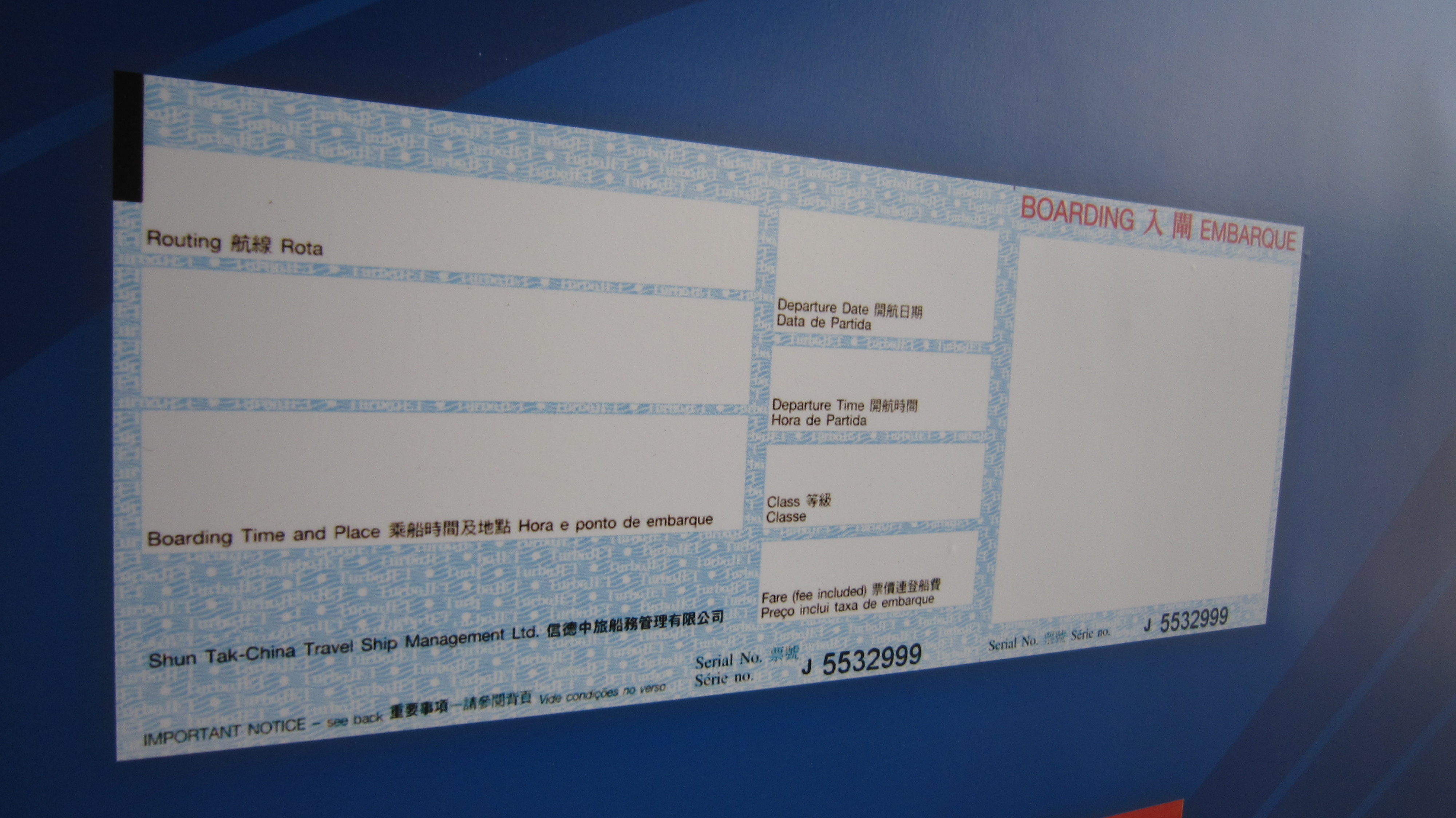
舊款噴射飛航船票式樣

1. 香港→澳門為港幣票價。澳門→香港為港幣及澳門幣票價。
2. 至尊航班同時提供普通位（上層）及豪華位（下層），收費與其他航班一致。
3. 貴賓廂之大小需要視乎船種而定。
4. 澳門出發的航班已於2011年9月13日起取消離境稅，並已於同日起調整。

## 意外
- 2002年10月23日晚間時份，噴射船鐵星號從香港前往澳門，於氹仔對開約兩海浬撞倒海上漂浮物，事故導致33人受傷。
- 2005年12月3日晚上六時許，噴射船銀星號在大嶼山分流附近水域撞倒海上垃圾，共6人受傷。
- 2006年6月10日中午十二時許，噴射船木星號由香港開往澳門，駛經西環對出海面時，船底排氣口疑遭海上垃圾堵塞，令船身突然失去動力，而失去平衡向左傾側，船隻一度以傾斜45度向前滑行，30秒後始回復正常停下，事故一共6人受傷。
- 2008年1月11日傍晚時份，兩艘噴射船（天皇星號及金星號）遇上意外，天皇星號於晚上7時46分由香港開往澳門，在抵達澳門前約10分鐘，與在晚上8時21分由澳門開出之金星號碰撞。當時天皇星號上有229名乘客，金星號則有206名。事發後，兩艘船分別自行慢駛往澳門外港客運碼頭，天皇星號於9時39分泊岸，金星號則於约晚上10時折返澳門外港客運碼頭[16]。其後兩船都被成功修復並再次復出，而天皇星更因這次機會被改造成第一艘至尊噴射船，並曾經先後於船身貼上VISA信用卡廣告及澳門回歸10周年的廣告橫額；2009年，錫星也被改造為第二艘至尊噴射船，並保留舊有的白色船身塗裝，而沒有隨船隊其他船隻翻新船身顏色，2012年,海皇星被改造為第三艘至尊噴射船（天皇星和海皇星則隨船隊其他船隻翻新為紅色塗裝）。
- 2010年12月16日晚上約11時，三體船宇航2008由香港國際機場海天碼頭開往澳門，於外港碼頭泊岸期間，疑因人為錯誤，導致船隻主引擎突然啟動，船隻並向後退，與此同時，一名正在踏上跳板準備登岸的新加坡籍女遊客猝不及防，連人帶跳板一併墮海，女傷者其後被救起，送往山頂醫院治理。
- 2012年12月29日，一艘噴射船（鐵星號）從澳門外港碼頭前往香港，於開船10分鐘後懷疑偏離航道，撞到一海上浮標，事故共造成26人受傷，全部送往山頂醫院治理。[17]
- 2013年11月29日凌晨1時，載有115名乘客及船員的單體噴射水翼船「木星號」從香港前往澳門外港碼頭，於開船15分鐘後，在喜靈洲附近海域撞到一物體，事故共造成87人受傷，全部送往瑪麗醫院治理。[18]
- 2014年3月13日，三體船「宇航2006」於下午2時50分在靠泊澳門外港客運碼頭4號泊位時，疑左邊引擎故障，船隻失動力，船頭直撞向岸堤輕微凹陷損毀，船上3名乘客頭部受傷，包括兩名香港男子及一名澳洲女子，送往醫院治理。[19]
- 2014年5月21日晚上約10時30分，一艘載有162名乘客及8名船員的雙體船「宇航2013」由中港碼頭駛往澳門期間，與一艘內地內河船相撞，造成38人受傷，而雙體船的船艙一度入水，其後慢速駛回碼頭，傷者分別送回香港及長洲，轉由救護車送院治理。[20]
- 2014年6月13日早上8時半，載有233名乘客及船員的單體噴射水翼船「幸運星」在澳門泊岸時，失控剷上防坡堤擱淺，船身傾側入水，70人受傷，其中1名港人頸椎骨折重傷。[21]
- 2015年10月10日下午，搭載134名乘客及10名船員的噴射船「幸運星」，由澳門回港途至上環對開海面時，主機突然出現故障，機房發生火警，船尾冒出熊熊烈火，消防船開喉將火救熄，意外中無人受傷。[22]
- 2015年10月25日傍晚，載有163名乘客及11名船員的噴射船「海皇星」號，由澳門回港途中，在大嶼山小鴉洲附近撞到不明物體，共有124人受傷，其中5人危殆，多處骨折，傷勢較嚴重，5人嚴重、40人穩定。由於傷者眾多，當局出動直升機到場載走多名受重傷的乘客，加上現場風浪很大，傷者要分批乘水警輪及消防船回岸再分流送院。救援行動歷時近5小時。[23]
- 2016年8月27日晚上11時許，載有289名乘客及10名船員的三體船宇航2003號，由澳門回港途中，在牛頭附近(即大嶼山對開水域)撞到一艘約15米中國漁船，船上1名乘客腳部擦傷，由救護車送院治理。噴射船左邊船身嚴重毀爛，在凌晨二時許駛回上環港澳碼頭。[24][25][26]
- 2016年9月2日，載有152名乘客的祥星號，執行澳門外港客運碼頭至上環港澳客運碼頭航線時，於啓航半小時後，在距離香港21海里，屬於內地海域的牛頭島附近，左引擎突然故障，需要使用右引擎慢駛，慢駛近三小時後最終在早上10時45分，抵達上環港澳客運碼頭。

## 註腳
1. ↑  有關向新世界第一控股收購客運業務的須予披露及關連交易，信德集團於2011年8月11日發出的通告
2. ↑  信德中旅船務完成收購新渡輪(澳門) （页面存档备份，存于），信德中旅船務管理有限公司於2011年9月30日發出的新聞稿
3. ↑  . 力報. 2019-09-01  [2020-01-16]. （原始内容存档于2020-01-16）.
4. ↑  . 香港01. 2019-04-23  [2020-01-16]. （原始内容存档于2020-01-16）.
5. ↑  . 正報. 2022-12-24  [2022-12-24]. （原始内容存档于2022-12-24）.
6. ↑  . TDM 澳廣視新聞. 2023-01-05  [2023-01-05]. （原始内容存档于2023-01-05）.
7. ↑  . 香港01. 2020-03-09  [2020-06-10]. （原始内容存档于2020-06-10） （中文（香港））.
8. ↑  . 澳門力報. 2020-03-10  [20120-06-10]. （原始内容存档于2020-06-10） （中文（澳門））.
9. ↑  .   [2007-11-06]. （原始内容存档于2016-03-21）.
10. ↑  . 正報. 2023-01-13  [2023-01-13]. （原始内容存档于2023-01-13）.
11. ↑  . 力報. 2023-01-05  [2023-01-05]. （原始内容存档于2023-01-05）.
12. ↑  . 力報. 2023-01-05  [2023-01-05]. （原始内容存档于2023-01-07）.
13. ↑  . 噴射飛航. 2023-01-05  [2023-01-05]. （原始内容存档于2023-01-06）.
14. ↑  . 香港電台. 2015年10月26日  [2015年10月26日]. （原始内容存档于2018年11月5日）.（繁體中文）
15. ↑  有關向新世界第一渡輪收購2艘客輪之關連交易，信德集團於2008年8月7日發出的通告
16. ↑   (PDF).   [2009-04-16]. （原始内容存档 (PDF)于2020-12-06）.
17. ↑  http://881903.com/Page/ZH-TW/newsdetail.aspx?ItemId=585591&csid=261_341%5B%5D
18. ↑  .   [2013-11-29]. （原始内容存档于2013-12-03）.
19. ↑  .   [2014-03-22]. （原始内容存档于2019-06-17）.
20. ↑  . 東方日報. 2014年5月22日  [2015年11月14日]. （原始内容存档于2019年6月26日）.
21. ↑  .   [2015-10-26]. （原始内容存档于2019-06-12）.
22. ↑  .   [2015-10-26]. （原始内容存档于2019-06-11）.
23. ↑  .   [2015-10-26]. （原始内容存档于2015-11-28）.
24. ↑  .   [2016-08-28]. （原始内容存档于2019-06-19）.
25. ↑  .   [2016-08-28]. （原始内容存档于2016-10-23）.
26. ↑  .   [2016-08-28]. （原始内容存档于2020-11-28）.

## 外部連結
- 官方网站
- 噴射飛航的Facebook專頁